# Gallus (gwiazdozbiór)
Gallus (z łac. „Kogut”) – historyczny gwiazdozbiór leżący w północnej części obecnej konstelacji Rufy. Gwiazdozbiór ten stworzył Petrus Plancius i umieścił na swoim globusie niebieskim w 1612 roku. Na mapie nieba po raz pierwszy przedstawił go Jacob Bartsch w 1624 roku, przy czym nie wiedział on, że pomysłodawcą jest Plancius, i przypisał stworzenie gwiazdozbioru Isaacowi Habrechtowi, twórcy znanego mu globusu z 1621 roku, na którym widniał Kogut. Według Bartscha gwiazdozbiór miał reprezentować koguta, który zapiał, gdy Piotr Apostoł trzykrotnie zaparł się Jezusa. Późniejsi astronomowie tacy jak Jan Heweliusz przywrócili gwiazdy tworzące Koguta do konstelacji Okrętu Argo. Gwiazdozbiór zniknął z większości map nieba około połowy XVIII wieku.